# Мано (Ређо Емилија)
Мано је насеље у Италији у округу Ређо Емилија, региону Емилија-Ромања.
Према процени из 2011. у насељу је живело 28 становника. Насеље се налази на надморској висини од 691 м.